# Storena nilgherina
Storena nilgherina är en spindelart som beskrevs av Simon 1906. Storena nilgherina ingår i släktet Storena och familjen Zodariidae. Inga underarter finns listade i Catalogue of Life.